# Káraný – Hrbáčkovy tůně
Káraný – Hrbáčkovy tůně je přírodní rezervace a evropsky významná lokalita ve středním Polabí v okresech Praha-východ a Nymburk. Jedná se o komplex starých a odstavených říčních meandrů a tůní s břehovými porosty, olšinami, vrbinami, rákosinami a lužními lesy. Celý tento biotop představuje typickou přírodu středního Polabí
Jako přírodní rezervace byla lokalita vyhlášena 6. října 2014.

## Historie

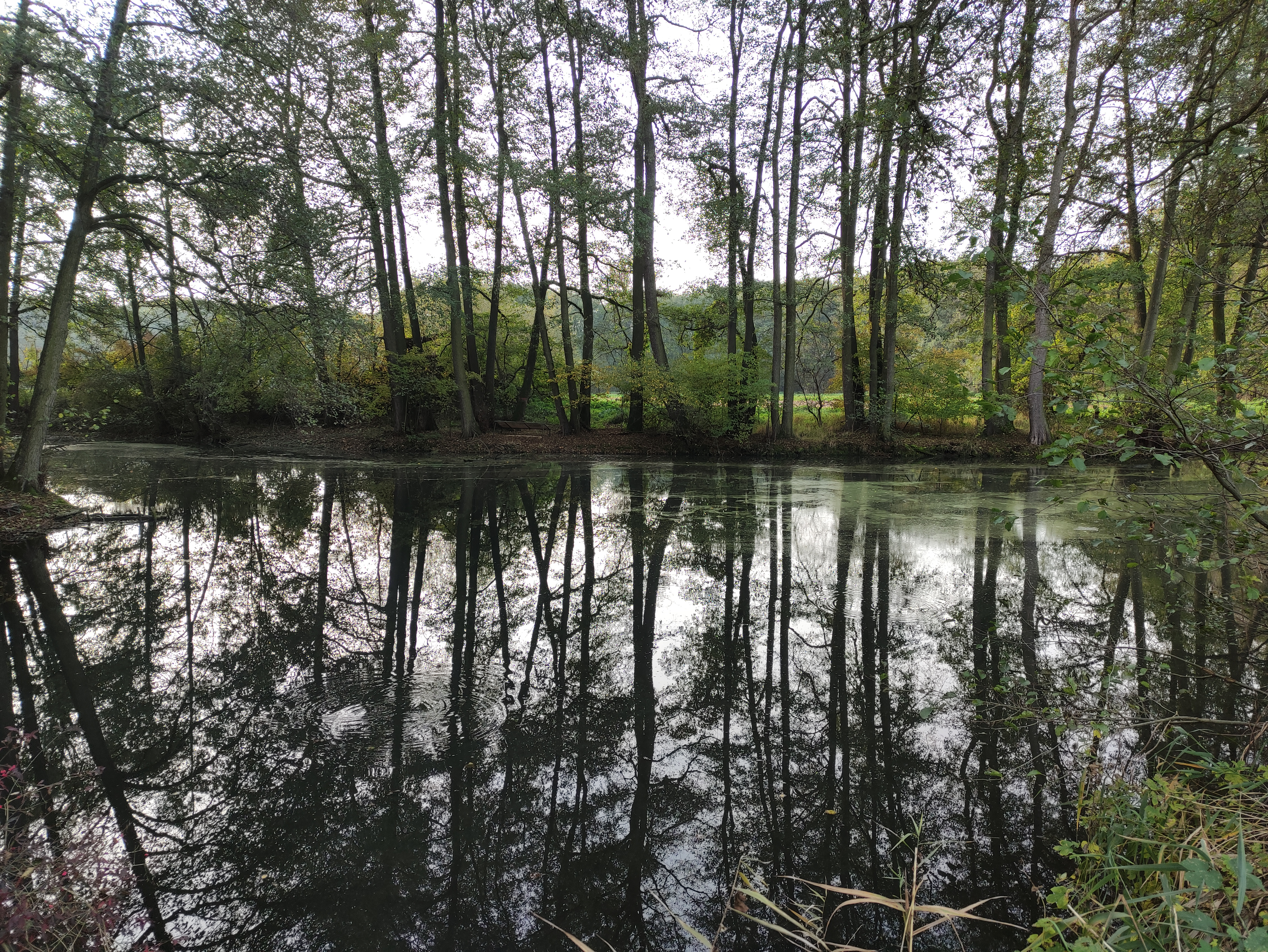
Tůň Homolka

Na území, kde se dnes rozkládá současná přírodní rezervace Káraný – Hrbáčkovy tůně, v minulosti existovaly dvě přírodní rezervace, které zanikly a daly vzniku přírodní rezervaci Káraný – Hrbáčkovy tůně. Jedná se o přírodní rezervace Lipovka – Grado, která byla vyhlášena dne 6. listopadu 1946 a přírodní rezervace Hrbáčkovy tůně, vyhlášená 24. června 1988. 
Dne 15. dubna 2005 byla v oblasti vyhlášena evropsky významná lokalita, která zahrnovala výše zmíněné přírodní rezervace. Každopádně obě přírodní rezervace zanikly 6. října 2014 za vzniku nové, přírodní rezervace Káraný – Hrbáčkovy tůně. Přírodní rezervace je tvořená komplexem tůní a přilehlých lužních lesů. Tůně vznikaly na základě odstavení starého slepého ramene řeky Labe během dvacátých a třicátých let 20. století, kdy lidé začali regulovat a napřimovat tok řeky, což snížilo intenzitu pravidelných záplav. Tento zásah člověka zcela ovlivnil vznik nových slepých ramen a meandrů přírodními procesy. Pozůstatkem slepého ramene jsou tůně, které vznikly jak přirozenou změnou toku řeky, tak i zásahy člověka. Přírodní rezervace byla pojmenována po hydrobiologovi Jaroslavu Hrbáčkovi, který v této oblasti prováděl rozsáhlé výzkumy.

## Přírodní poměry
Přírodní rezervace se nachází ve Středočeském kraji a okresu Praha – východ (katastrální území Káraný a Sedlčánky) a Nymburk (katastrální území Lysá nad Labem a Přerov nad Labem).  Území přírodní rezervace se z velké části rozprostírá na pravém břehu řeky Labe západně od obce Byšičky a východně od obce Káraný. Přírodní rezervace zasahuje i na levý břeh, kde její hranici tvoří město Čelákovice a Přerov nad Labem. Součástí evropsky významné lokality a přírodní rezervace je několik tůní: Byšická tůň, Václavka, Homolka, Grado, Mrázkova tůň a Kozí chlup.

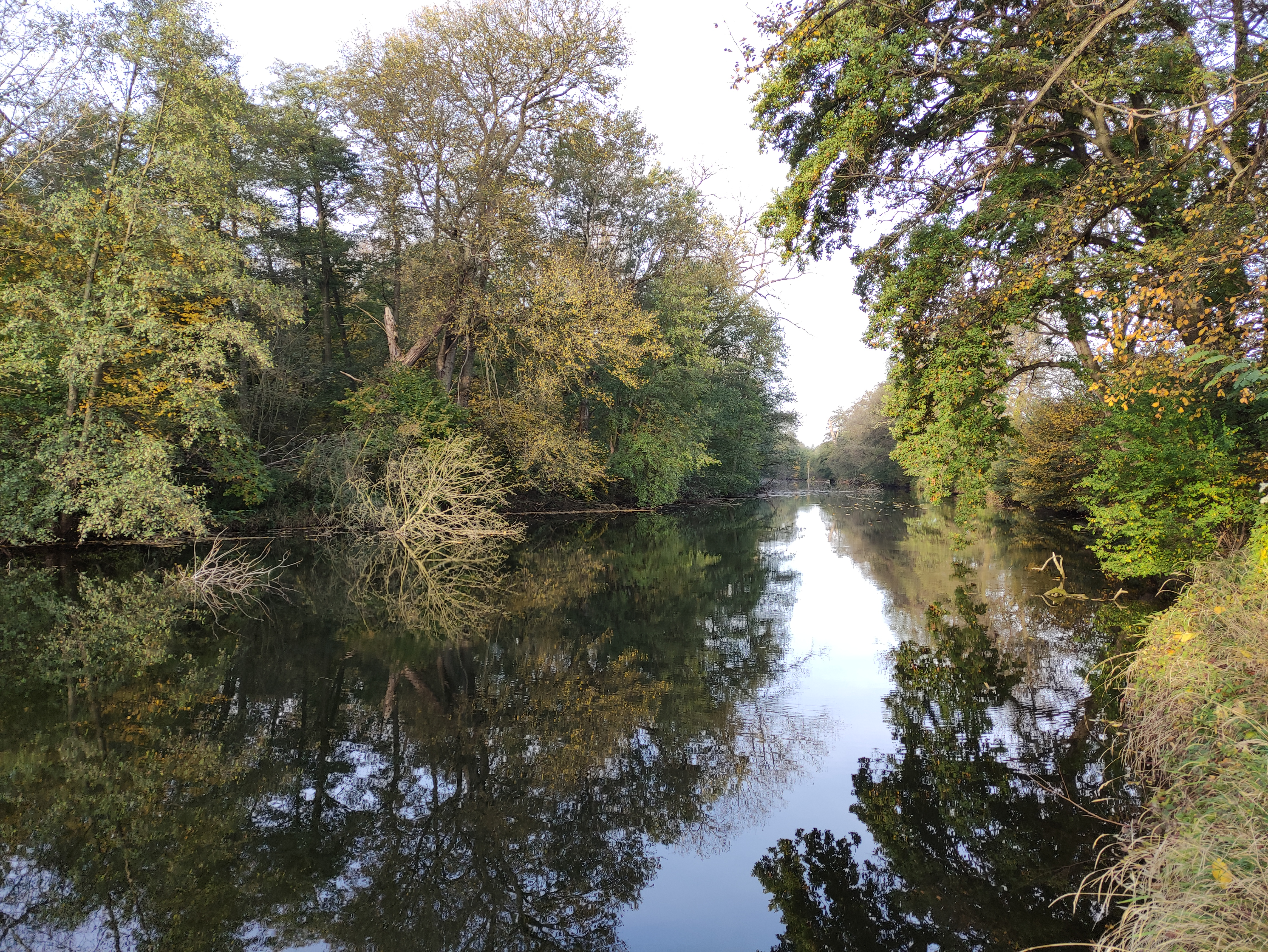
Byšická tůň

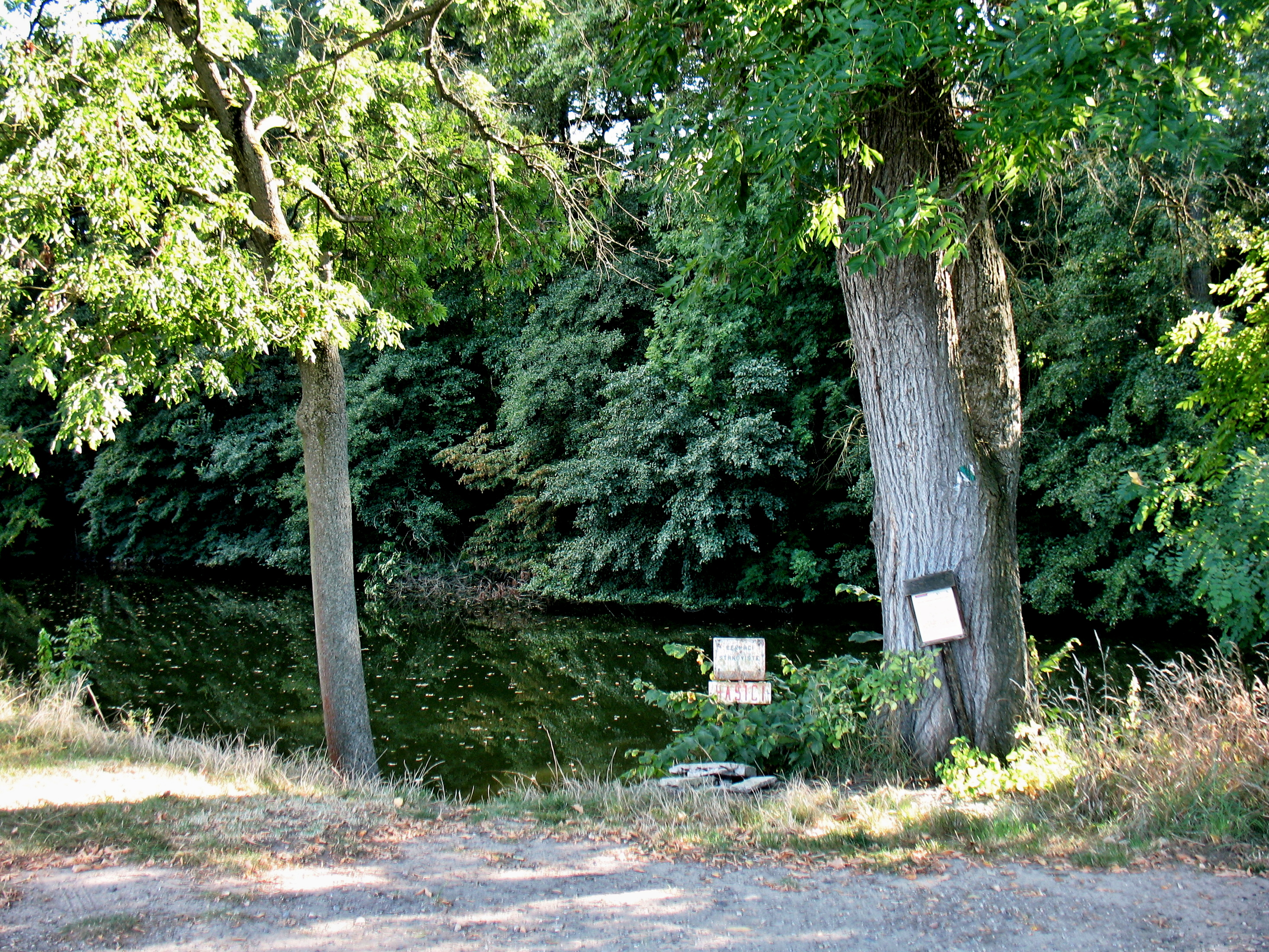
Hranice rezervace u západního okraje Byšiček

Nadmořská výška přírodní rezervace se pohybuje v rozmezí 169–179 metrů a její rozloha činí 337,0341 hektarů.

### Geologie
Přírodní rezervace, díky její poloze, je součástí tzv. Středolabské tabule.  Geologické podloží je tvořené převážně druhohorními sedimenty, jako jsou slínovce a opuky, které jsou pozůstatkem bývalého teplého svrchnokřídového moře. Avšak značnou část reliéfu tvoří kvartérní sedimenty, které vznikaly po celou dobu geologicky nejmladšího období, převážně holocénu a svrchního pleistocénu. Holocenní fluviální hlinitopísčité sedimenty vyplňují značnou část říční nivy a jsou významnou dominantou celého území. Na levé straně mezi Čelákovicemi a Sedlčánky a východně od Byšiček vystupují na povrch odkryvy vátých písků ze svrchního pleistocénu. Dominantním typem půdy jsou nivní půdy a nivní půdy glejové.

### Flora
Druhové složení rostlin v přírodní rezervaci je bohaté. Vodní makrofytní vegetace, která se vyskytuje ve zdejších tůních, je zastoupena s početným stulíkem žlutým (Nuphar luthea) a žebratkou bahenní (Hottonia palustris). Výjimečně se zde vyskytuje voďanka žabí (Hydrocharis morsus-ranae) a růžkatec bradavčitý (Ceratophyllum submersum). Břehové porosty jsou tvořeny rákosinami a ostřicovými porosty, které jejichž součástí jsou druhy, jako je šmel okoličnatý (Butomus umbellatus), skřípinec jezerní (Schoenoplectus lacustris), sevlák širolistý (Sium latifolium), ostřice pobřežní (Carex riparia), ostřice Buekova (Carex buekii), ostřice nedošáchor (Carex pseudocyperus) a chrastice rákosovitá (Phalaris arundinacea). V podmáčených místech, kolem břehů tůní, rostou vrbové křoviny, které jsou tvořené vrbou trojmužnou (Salix triandra), vrbou bílou (Salix alba) a vrbou křehkou (Salix fragilis). Převážnou část vegetace přírodní rezervace vyplňují lužní lesy, ve kterém tvoří dominantní zastoupení dřeviny, jako je dub letní (Quercus robur), jilm habrolistý (Ulmus minor), jilm vaz (Ulmus laevis), jasan ztepilý (Fraxinus excelsior), jasan úzkolistý (Fraxinus angustifolia), javor mléč (Acer platanoides), javor klen (Acer pseudoplatanus) a brslen evropský (Euonymus europaea). Zástupci bylinné patra jsou: jarva žilnatá (Cnidium dubium), koromáč olešníkový (Sialum sialus), svízel severní (Galium boreale), rozrazil dlouholistý (Pseudolysimachion longifolium), mochna bílá (Potentilla alba), bukvice lékařská (Betonica officinalis), válečka prapořitá (Brachypodium pinnatum), vratič obecný (Tanacetum vulgare), žebřice pyrenejská (Libanotis pyrenaica).

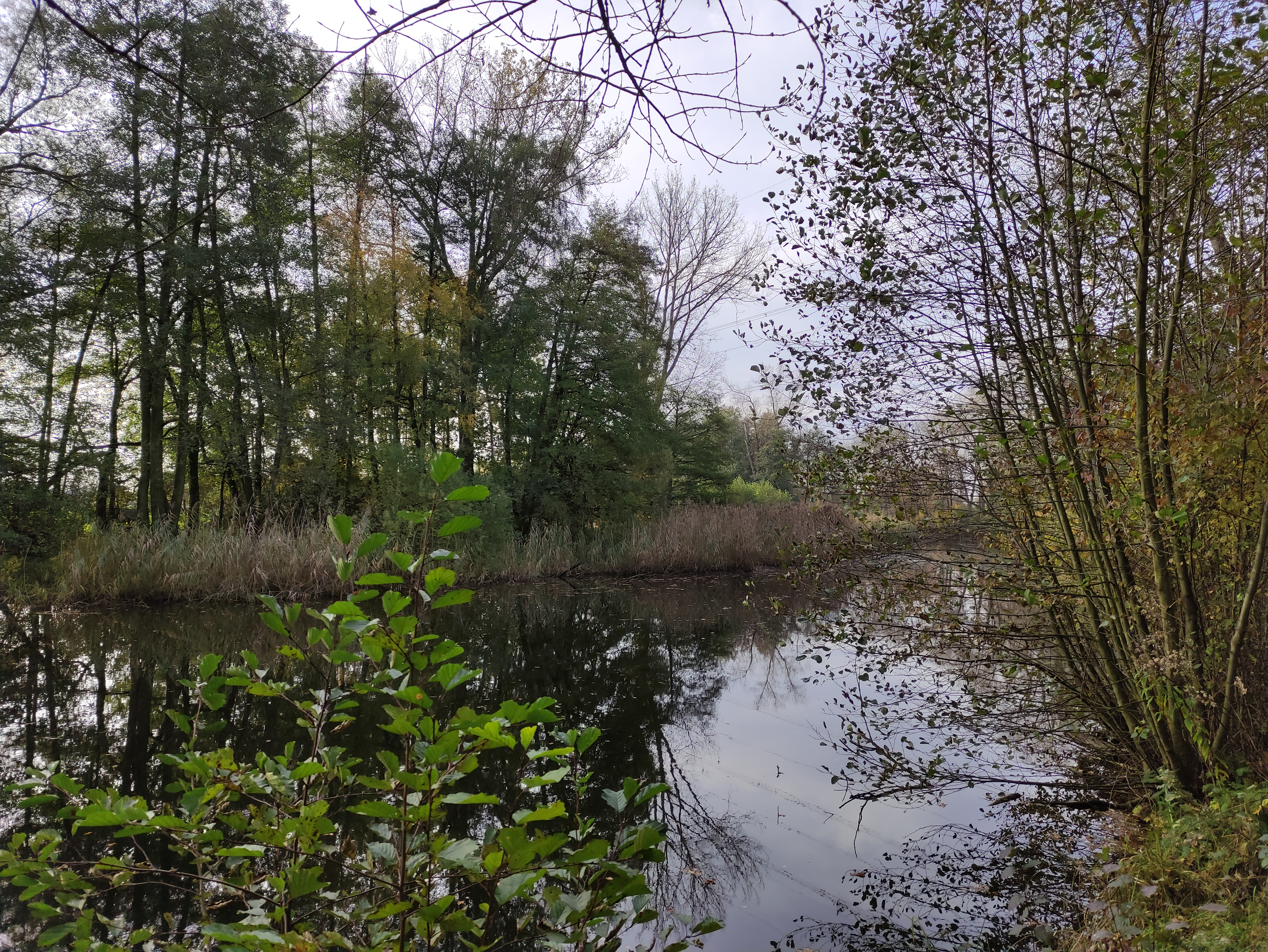
Tůň Václavka

Vyskytují se zde i vzácné a ohrožené druhy rostlin: hrachor bahenní (Lathyrus palustris), tomkovice vonná (Hierochloe odorata), voďanka žabí (Hydrocharis morsus-ranae), kostival český (Symphytum bohemicum), prstnatec májový (Dactylorhiza majalis), žebratka bahenní (Hottonia palustris), kosatec sibiřský (Iris sibirica) a česnek hranatý (Allium angulosum). 

### Fauna
Na říční nivu jsou vázány poměrně rozmanité skupiny živočichů. Mezi obojživelníky bychom zde nalezli čolka velkého (Triturus cristatus), který je zde předmětem ochrany. Dále čolka obecného (Triturus vulgaris), rosničku zelenou (Hyla arborea), kuňku obecnou (Bombina bombina) a skokana štíhlého (Rana dalmatina). V tůních žijí ryby, jako je karas obecný (Carassius carassius), mník jednovousý (Lota lota), lín obecný (Tinca tinca), cejn velký (Abramis brama), slunka obecná (Leucaspius delineatus) a nepůvodní sumeček americký (Ameiurus nebulosus). Přírodní rezervace tvoří domovinu (případně zde byly zaznamenány přelety) mnoha druhům ptáků: krahujec obecný (Accipiter nisus), ostříž lesní (Falco subuteo), ledňáček říční (Alcedo atthis), čáp černý (Ciconia nigra), čáp bílý (Ciconia ciconia), bukáček malý (Ixobrychus minutus), krutihlav obecný (Jynx torquila), luňák červený (Milvus milvus), chřástal vodní (Rallus aquaticus) a konipas luční (Motacilla flava).
Z bezobratlých živočichů lze zde spatřit listonoha jarního (Lepidurus apus), žábronožku sněžní (Eubranchipus grubii), páchníka hnědého (Osmoderma eremita) a roháče obecného (Lucanus cervus), který je zde také předmětem ochrany.

## Ochrana přírody

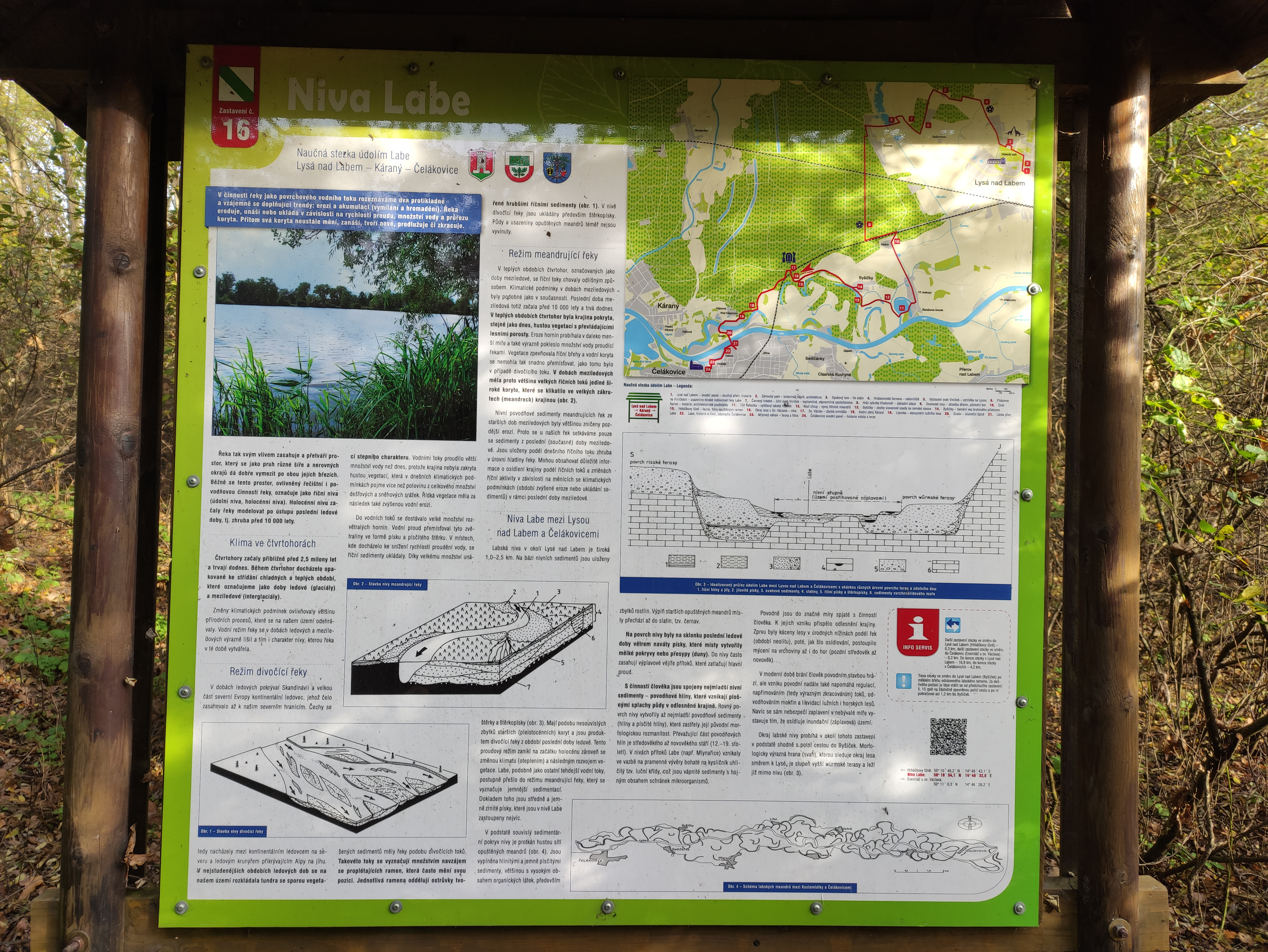
Informační tabule č. 15 naučné stezky Údolím Labe

Předmětem ochrany přírodní rezervace Káraný – Hrbáčkovy tůně jsou systémy starých a odstavených říčních meandrů a tůní, které se nacházejí v různém stupni zazemnění a přilehlé rozsáhlé lužní lesy. Polabské tůně představují typické biotopy, které jsou pro střední Polabí typické. Zachování tůní v polabské krajině je velmi důležité, jelikož fungují jako přirozená zásobárna vody a poskytují útočiště pro mnoho druhů rostlin a živočichů. Předmětem ochrany jsou také populace čolka velkého (Triturs cristatus) a roháče obecného (Lucanus cervus).
Zánik tůní v minulosti urychloval a ovlivňoval člověk tím, že zavážel a zazemňoval vodní plochy, což se v dnešní době neděje. Zazemňování a následné zarůstání tůní rákosy a orobinci je ovšem i proces přirozený. V tomto případě jsou tyto unikátní Polabské biotopy závislé na pomoci člověka, který šetrným zásahem dokáže zazemňování a zarůstání zpomalit.

## Turismus
Přírodní rezervace Káraný – Hrbáčkovy tůně jsou součástí naučné stezky Údolím Labe, která vede z Lysé nad Labem do Čelákovic. Jedná se o naučnou stezku, která po většinu času vede podél Labe či v jeho blízkém okolí. Turistům jsou k dispozici krásné lesní a polní cesty a jsou vhodné jak pro pěší turistiku, tak i pro cyklisty. Trasa je dlouhá 21 km s celkem 24 zastávkami a informačními tabulemi, kde se na jednotlivých zastávkách návštěvníci dozví o zdejším geologickém vývoji, pravěkém osídlením, rybníkářství, fauně a flóře, chráněném území atd. V okolí přírodní rezervace Káraný – Hrbáčkovy tůně jsou zastávky č. 15 – Hrbáčkovy tůně a č. 16. – Niva Labe.
Přes přírodní rezervaci vede železniční trať Praha – Lysá nad Labem – Kolín.